# ヘンリー・クリントン (第7代リンカーン伯爵)

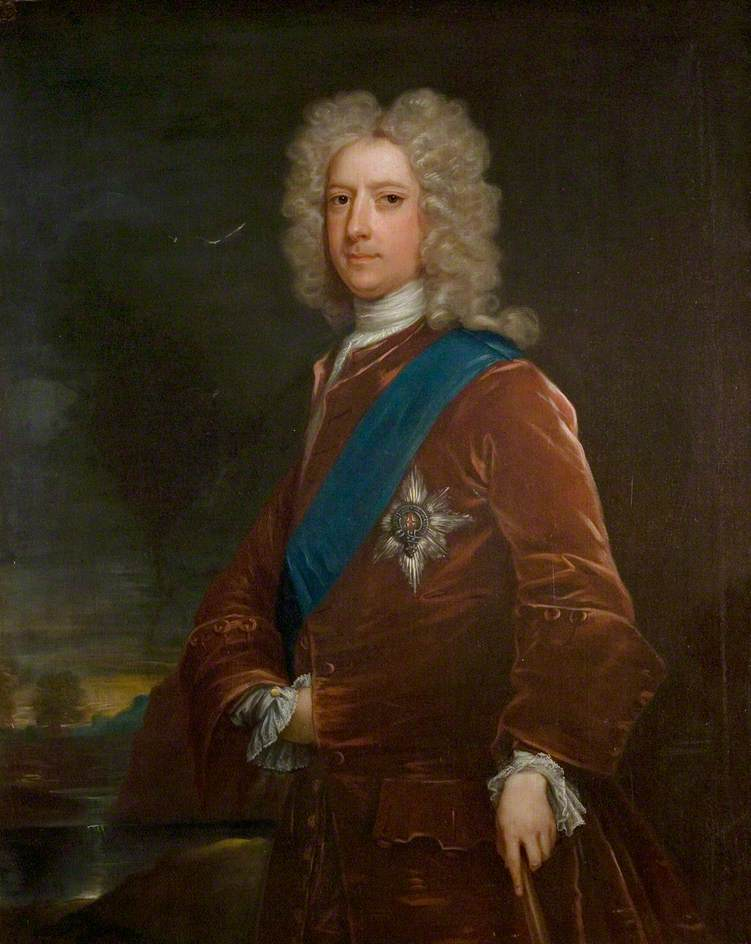
ゴドフリー・ネラーによる肖像画

第7代リンカーン伯爵ヘンリー・クリントン（英語: Henry Clinton, 7th Earl of Lincoln, KG, PC、1684年 – 1728年9月7日）は、イギリスの貴族、政治家。

## 生涯
第6代リンカーン伯爵フランシス・クリントンと2人目の妻スーザン・ペニストン（Susan Penniston）の長男として、1684年に生まれた。1693年9月4日に父が死去すると、リンカーン伯爵の爵位を継承した。
1715年から1720年まで陸軍支払長官を務めた。1719年、王立音楽アカデミー社に出資した。1721年、ガーター勲章を授与された。1722年12月29日、ロンドン塔管理長官とタワー・ハムレッツ統監に任命され、1725年まで務めた。1725年6月1日に王室会計長官に任命されたが、1728年9月7日に罷免された。1727年の戴冠式において、宝剣を持つ役割を務めた。1728年4月11日、ケンブリッジシャー統監に任命された。
1728年9月7日に死去、長男ジョージが爵位を継承した。

## 家族

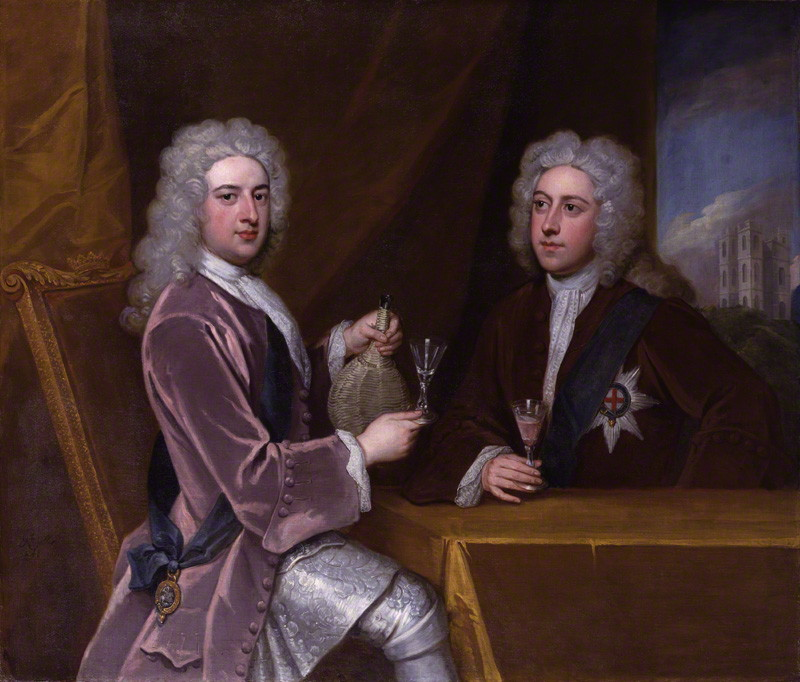
第7代リンカーン伯爵（右）と初代ニューカッスル公爵、ゴドフリー・ネラー作。初代ニューカッスル公爵はリンカーン伯爵の妻の兄にあたる。

1717年5月16日、初代ペラム男爵トマス・ペラムの娘ルーシー（1736年7月20日没）と結婚、2男をもうけた。
- ジョージ（1718年 – 1730年） - 第8代リンカーン伯爵
- ヘンリー（1720年 – 1794年） - 第9代リンカーン伯爵、1768年に第2代ニューカッスル＝アンダー＝ライン公爵